# Oneirofrenia
La oneirofrenia es un estado de alucinación, de ensoñación, causado por distintos procesos como la privación prolongada del sueño, la privación sensorial, o drogas (como la ibogaína). De las palabras griegas "oneiros" (sueño) y "phrenos" (mente).
Tiene algunas de las características de la esquizofrenia simple, como un estado confuso y nuboso de conciencia, pero sin presentar los síntomas de disociación que son típicos en este trastorno.
Las personas afectadas por la oneirofrenia tienen un sentimiento de irrealidad, de ensoñación, que en su forma extrema puede provocar delirios y alucinaciones. Por consiguiente, es considerada una forma aguda de psicosis, con similitudes a la esquizofrenia, que se apacigua en el 60 % de los casos, en un período de dos años. Se estima que el 50 % o más de los pacientes esquizofrénicos presentan oneirofrenia al menos una vez.
Los pacientes oneirofrénicos son resistentes a la insulina y cuando se les inyecta  glucosa, estos pacientes ingieren de 30 a 50 % más, para volver al nivel normal de glucemia. El trasfondo de este descubrimiento aún no se sabe, pero se ha hecho una hipótesis que puede ser debido a un antagonista de la insulina presente en la sangre durante la psicosis.
La oneirofrenia fue estudiada en los años cincuenta por el neurólogo y psiquiatra Ladislas J. Meduna (1896-1964), conocido como el descubridor de una de las formas de tratamiento por electrochoques, usando la droga metrazol.
Psicoanalistas, como Claudio Naranjo, en los años sesenta han descrito la importancia de la Oneirofrenia inducida por la ibogaína, para inducir y manipular libremente fantasías y ensoñaciones, en pacientes bajo el tratamiento.
Pese a que aún figura en manuales de diagnóstico de psiquiatría, como el DSM-IV y en la International Statistical Classification of Diseases and Related Health Problems (ICD), la oneirofrenia como una entidad separada, está fuera de moda actualmente.